# Ina-Yoko Teutenberg
Ina-Yoko Teutenberg (Düsseldorf, Rin del Nord-Westfàlia, 28 d'octubre de 1974) és una ciclista alemanya que fou professional del 2000 al 2013.
És germana dels també ciclistes Sven i Lars Teutenberg.

## Palmarès en pista
- 1990
  -  Campiona del món júnior en Puntuació
- 1992
  -  Campiona del món júnior en Puntuació

### Resultats a laCopa del Món en pista
- 1994
  - 1a a Hyères, en Scratch
- 1995
  - 1a a Tòquio, en Puntuació
- 1997
  - 1a a Trexlertown, en Puntuació

## Palmarès en ruta
- 1990
  -  Campiona del món júnior en ruta
- 1991
  - Vencedora d'una etapa a la Volta a Mallorca
  - Vencedora d'una etapa als Tres dies de la Vendée
- 1994
  - Vencedora d'una etapa a la Volta a Portugal
- 1995
  - Vencedora d'una etapa a la Volta a Turíngia
- 1996
  - 1a a la Volta a Turíngia i vencedora de 2 etapes
  - Vencedora de 2 etapes al Tour ciclista femení
- 1997
  - Vencedora d'una etapa a la Volta a Mallorca
  - Vencedora d'una etapa a la Volta a Turíngia
  - Vencedora de 2 etapes al Tour de l'Aude
- 1998
  - 1a als Tres dies de la Vendée i vencedora de 2 etapes
  - Vencedora d'una etapa a la Ster van Walcheren
  - Vencedora d'una etapa a la Women's Challenge
  - Vencedora d'una etapa al Holland Ladies Tour
  - Vencedora d'una etapa a la Volta a Mallorca
- 1999
  - 1a al Stausee Rundfahrt
  - Vencedora d'una etapa al Tour de l'Aude
  - Vencedora de 2 etapes al Gran Bucle
  - Vencedora de 2 etapes a la Women's Challenge
- 2000
  - Vencedora de 2 etapes a la Women's Challenge
  - Vencedora de 2 etapes al Tour de l'Aude
  - Vencedora d'una etapa al Holland Ladies Tour
- 2001
  - 1a a la Clarendon Cup
  - Vencedora d'una etapa a la Volta a Turíngia
  - Vencedora d'una etapa a la Sea Otter Classic
  - Vencedora de 2 etapes a la Women's Challenge
- 2002
  - 1a a la Clarendon Cup
  - Vencedora d'una etapa a la Volta a Turíngia
  - Vencedora d'una etapa al Holland Ladies Tour
  - Vencedora de 3 etapes al Tour de l'Aude
  - Vencedora de 2 etapes al Gran Bucle
- 2003
  - Vencedora de 2 etapes a la Redlands Bicycle Classic
  - Vencedora de 2 etapes al Tour de l'Aude
  - Vencedora d'una etapa al Holland Ladies Tour
  - Vencedora de 2 etapes al Tour de Toona
  - Vencedora d'una etapa al Nature Valley Grand Prix
- 2005
  - 1a al Rotterdam Tour
  - 1a a la Liberty Classic
  - Vencedora de 2 etapes a la Redlands Bicycle Classic
  - Vencedora de 2 etapes a la Valley of the Sun Stage Race
  - Vencedora de 2 etapes a la Cascade Cycling Classic
  - Vencedora d'una etapa al Holland Ladies Tour
  - Vencedora d'una etapa al Tour de Toona
  - Vencedora d'una etapa al Nature Valley Grand Prix
- 2006
  - 1a al Rotterdam Tour
  - 1a a la Geelong World Cup
  - 1a a la Reading Classic
  - Vencedora de 2 etapes a la Volta a Nova Zelanda
  - Vencedora d'una etapa a la Novilon Euregio Cup
  - Vencedora de 2 etapes al Tour de l'Aude
  - Vencedora d'una etapa al Tour de Feminin-Krásná Lípa
  - Vencedora de 2 etapes al Holland Ladies Tour
  - Vencedora d'una etapa al Giro de Toscana-Memorial Michela Fanini
  - Vencedora d'una etapa al Geelong Tour
- 2007
  - 1a a la Liberty Classic
  - 1a a la Wachovia Series Lancaster
  - 1a a la Reading Classic
  - Vencedora de 2 etapes al Geelong World Cup
  - Vencedora de 2 etapes a la Volta a Nova Zelanda
  - Vencedora d'una etapa al Tour de l'Aude
  - Vencedora d'una etapa a la Ster Zeeuwsche Eilanden
  - Vencedora de 2 etapes al Giro d'Itàlia
  - Vencedora de 2 etapes al Trofeu d'Or
  - Vencedora de 2 etapes al Geelong Tour
- 2008
  - 1a a la Reading Classic
  - 1a a la Drentse 8 van Dwingeloo
  - 1a a la Commerce Bank Triple Crown
  - 1a a la Ster Zeeuwsche Eilanden i vencedora de 2 etapes
  - Vencedora de 4 etapes al Giro d'Itàlia
  - Vencedora de 3 etapes a la Ruta de França
  - Vencedora de 3 etapes al Holland Ladies Tour
  - Vencedora d'una etapa a la Volta a Nova Zelanda
  - Vencedora d'una etapa a la Gracia Orlová
  - Vencedora de 2 etapes al Tour de l'Aude
  - Vencedora de 2 etapes al Giro de Toscana-Memorial Michela Fanini
  - Vencedora d'una etapa al Geelong Tour
- 2009
  -  Campiona d'Alemanya en ruta
  - 1a a la Copa d'Alemanya
  - 1a al Tour de Flandes
  - 1a a la Redlands Bicycle Classic
  - 1a a la Liberty Classic
  - 1a a la Drentse 8 van Dwingeloo
  - 1a a la Ster Zeeuwsche Eilanden
  - 1a a la Ronde van Gelderland
  - 1a a la San Dimas Stage Race i vencedora de 2 etapes
  - Vencedora d'una etapa a la Gracia Orlová
  - Vencedora de 3 etapes al Tour de l'Aude
  - Vencedora d'una etapa al Giro d'Itàlia
  - Vencedora de 2 etapes a la Ruta de França
  - Vencedora d'una etapa al Holland Ladies Tour
  - Vencedora d'una etapa al Giro de Toscana-Memorial Michela Fanini
- 2010
  - 1a a la Redlands Bicycle Classic
  - 1a al Tour of Chongming Island i vencedora de 2 etapes
  - 1a al Tour of Chongming Island World Cup
  - 1a a la Liberty Classic
  - 1a a la Drentse 8 van Dwingeloo
  - 1a a la San Dimas Stage Race i vencedora d'una etapa
  - Vencedora de 3 etapes al Tour de l'Aude
  - Vencedora d'una etapa al Giro del Trentino
  - Vencedora de 4 etapes al Giro d'Itàlia
  - Vencedora d'una etapa a la Ruta de França
  - Vencedora d'una etapa al Holland Ladies Tour
- 2011
  -  Campiona d'Alemanya en ruta
  - 1a al Tour of Chongming Island i vencedora d'una etapa
  - 1a al Tour of Chongming Island World Cup
  - 1a a la Ronde van Gelderland
  - Vencedora d'una etapa a la Volta a Nova Zelanda
  - Vencedora d'una etapa a l'Energiewacht Tour
  - Vencedora d'una etapa al Giro del Trentino
  - Vencedora de 2 etapes al Giro d'Itàlia
  - Vencedora de 2 etapes a la Volta a Turíngia
  - Vencedora d'una etapa al Trofeu d'Or
  - Vencedora de 2 etapes al Giro de Toscana-Memorial Michela Fanini
- 2012
  -  Campiona del Món en contrarellotge per equips
  - 1a a la Liberty Classic
  - 1a a l'Energiewacht Tour i vencedora de 2 etapes
  - 1a al Gran Premi de Gatineau
  - 1a a l'Open de Suède Vårgårda TTT
  - Vencedora d'una etapa a l'Emakumeen Euskal Bira
  - Vencedora de 2 etapes a la Volta a Turíngia
  - Vencedora de 2 etapes al BrainWash Ladies Tour
  - Vencedora d'una etapa a la San Dimas Stage Race